# Delighted
「Delighted」（ディライテッド）は、男性4人組ダンスユニットLeadの曲。「手のひらを太陽に」とのカップリングによる両A面シングル「手のひらを太陽に/Delighted」が2004年10月27日に発売された。
KEITA出演のテレビ東京系ドラマ『Deep Love 〜アユの物語〜』のオープニング主題歌に起用された。

## 手のひらを太陽に/Delighted

### 概要
Lead初の両A面シングルで、7枚目のシングルである。「手のひらを太陽に」は童謡のカバーである。
初回封入特典はトレーディングカード1枚（全5種類）、11月17日発売のライブDVD・VHS『Lead 1st live tour 〜BRAИD ИEW ERA〜』との連動特典の応募券、Lead壁紙がダウンロードできるURL掲載。

### シングル収録曲
1. 手のひらを太陽に
（作詞：やなせたかし、作曲：いずみたく、編曲：縄田寿志）
フジテレビ系『めざましテレビ』10月度テーマソング
2. Delighted
（作詞：藤林聖子、ラップ詞：Mr.Blistah、作曲・編曲：大川タツユキ）
テレビ東京系ドラマ『Deep Love 〜アユの物語〜』オープニングテーマ
3. ファンキーデイズ! <Does It Be Funky? Remix>
（作詞：榎土敦之、作曲：田村信二、リミックス：YANAGIMAN & DJ TAKI-SHIT）
4thシングルのリミックス。
4. 手のひらを太陽に〈instrumental〉
5. Delighted〈instrumental〉